# Parque Nacional do Luengué-Luiana
O Parque Nacional do Luengué-Luiana é um parque nacional localizado na província de Cuando Cubango, em Angola. Foi criado a partir de uma lei aprovada no dia 10 de novembro de 2011.